# Óbidos (Brazylia)
Óbidos – miasto w północno-wschodniej Brazylii (Pará), nad Amazonką.
Liczba mieszkańców wynosi ok. 50 tys.